# AnnaMaria Demara
AnnaMaria Demara (* in Toronto, Ontario) ist eine kanadische Schauspielerin.

## Leben
Demara wurde in Toronto geboren und wuchs in der Metropolregion auf. Von 2001 bis 2006 studierte sie an der York University und erhielt einen Bachelor-Abschluss. Später wanderte sie in die Vereinigten Staaten nach Kalifornien aus. Erstmals im Fernsehen zu sehen war sie 2004 in einer Ausgabe der Fernsehsendung Jimmy Kimmel Live!. 2006 spielte sie in einer Episode der Fernsehserie Zeit der Sehnsucht mit. 2008 war sie im Film Surfer, Dude zu sehen. Es folgten weitere Auftritte in verschiedenen Kurzfilmproduktionen. 2011 spielte sie im Actionfilm 200 MPH in der Rolle der Claudia mit. Eine größere Rolle mimte sie als Amy Sullivan im 2016 erschienenen Film Monumental. 2018 war sie in zwei Episoden der Fernsehserie Lost in Space – Verschollen zwischen fremden Welten in der Rolle der Tam Roughneck zu sehen. Ab 2021 war sie vermehrt in verschiedenen Fernsehfilmproduktionen zu sehen. 2024 spielte sie im Mockbuster War of the Worlds – Extinction mit.

## Filmografie (Auswahl)
- 2004; 2007: Jimmy Kimmel Live! (Fernsehsendung, 2 Episoden)
- 2006: Zeit der Sehnsucht (Days of Our Lives, Fernsehserie, Episode 1x10303)
- 2006: MovieTickets.com: Black Market (Kurzfilm)
- 2007: The Birthday (Kurzfilm)
- 2008: Crenshaw Nights (Kurzfilm)
- 2008: Surfer, Dude
- 2008: Hollywood Douche Bags (Kurzfilm)
- 2009: Nip/Tuck – Schönheit hat ihren Preis (Nip/Tuck, Fernsehserie, Episode 5x18)
- 2009: Secret Girlfriend (Fernsehserie, Episode 1x07)
- 2010: Suppressant (Kurzfilm)
- 2010: Pickin’ & Grinnin’
- 2011: Memphis Rising: Elvis Returns
- 2011: 200 MPH (200 M.P.H.)
- 2012: Super Cyclone
- 2013: Bomb Girls (Fernsehserie, Episode 2x06)
- 2013: Sullivan & Son (Fernsehserie, Episode 2x03)
- 2014: Rush (Fernsehserie, Episode 1x02)
- 2015: Check, Please! (Kurzfilm)
- 2016: Monumental
- 2016: Lucifer (Fernsehserie, Episode 2x06)
- 2018: Lost in Space – Verschollen zwischen fremden Welten (Lost in Space, Fernsehserie, 2 Episoden)
- 2021: Private Eyes (Fernsehserie, Episode 4x09)
- 2021: Home for Love (Fernsehfilm)
- 2021: An Ice Wine Christmas (Fernsehfilm)
- 2022: Cabin Connection (Fernsehfilm)
- 2022: Die Prinzessin und ihr Bodyguard (The Princess and the Bodyguard, Fernsehfilm)
- 2022: The Day You Found Me
- 2022: Mistletoe Match – Dating unter dem Mistelzweig (A Mistletoe Match, Fernsehfilm)
- 2022: Christmas by the Book (Fernsehfilm)
- 2023: Sparks Over Brooklyn (Fernsehfilm)
- 2024: War of the Worlds – Extinction
- 2025: Into the Deep